# Шарифуддин, Амир
Амир Шарифуддин Харахап (индон. Amir Sjarifuddin Harahap, Amir Sjarifoeddin Harahap; 27 апреля 1907, Медан — 19 декабря 1948, Суракарта) — индонезийский политик, социалист, один из руководителей страны в период борьбы за независимость.. Происходил из мусульманской семьи батаков, позже стал христианином. В 1945—1946 годах занимал пост министра информации. В 1946—1948 годах — министр обороны, с 1947 года одновременно премьер-министр. После Мадиунского восстания в 1948 году был арестован за причастность к восстанию и вскоре убит.

## Детство и юность
Амир Шарифуддин родился на Суматре, в городе Медане в аристократической семье. Происхождение и выдающиеся интеллектуальные способности позволили ему обучаться в престижных школах; он получил образование в Харлеме и Лейдене в Нидерландах, позже получил учёную степень в Батавии (ныне Джакарта). Во время пребывания в Нидерландах изучал восточную и европейскую философию под руководством теософского общества. В 1931 году Амир перешёл из ислама в христианство.

## Возвращение в Индонезию. Японская оккупация и провозглашение независимости
В 1937 году Амир возглавлял группу молодых марксистов, названную Индонезийским народным движением (индон. Gerindo) — радикальную организацию, рассматривающую международный фашизм в качестве своего основного врага. Георгий Димитровская доктрина Коминтерна потребовала создания широкого антифашистского фронта, в который вошло множество индонезийцев, требующих полной независимости Индонезии от Нидерландов. Gerindo была одной из первых партий, которые за несколько лет до Второй мировой войны требовали создания парламента, обладающего всей полнотой законодательной власти; радикальные националисты Сукарно и Хатта, с которыми Шарифуддин встретился перед войной, сотрудничали с голландцами и выдвигали гораздо более умеренные требования.. К 1940 году голландская разведка начала наблюдать за деятельностью Амира из-за его принадлежности к коммунистическому подполью.
Видя рост силы и влияния Японской Империи, Шарифуддин, как и множество других индонезийских лидеров, предупреждал о фашистской опасности. Перед вторжением в Нидерланды нацистской Германии, союзника Японии, Голландская Ост-Индия была главным экспортёром сырья в Восточной Азии; в это время группа Амира Шарифуддина организовала несколько кампаний по бойкоту японских товаров. Роль Амира в организации этих кампаний побудила голландскую разведку дать ему в марте 1942 года 25 000 гульденов на организацию сопротивления японским оккупантам. В своей борьбе Шарифуддин активно использовал свои связи с коммунистическим подпольем. К этому времени голландская колониальная администрация прекратила своё существование, основные силы голландцев эвакуировались из Индонезии в Австралию.
После оккупации Индонезии японские войска подавляли любую попытку сопротивления со стороны индонезийцев. Большинство индонезийских лидеров либо сотрудничало с оккупантами, либо объявило себя «нейтральными наблюдателями». Амир Шарифуддин и Сутан Шарир были одними из немногих индонезийских лидеров, которые организовали сопротивления оккупантам. В 1943 году Амир был арестован японцами и приговорён к смертной казни, от смерти его спасло только вмешательство Сукарно.
В независимой Индонезии, как член кабинета министров, а позже — премьер-министр, Амир присоединился к группе политических лидеров старшего поколения, которые считали необходимым уделять основное внимание дипломатии и формированию законодательных органов. Этой группе противостояла группа молодых лидеров, требующих продолжения революционной борьбы. Соперничество этих двух групп продолжалось в течение всего периода борьбы за независимость в Индонезии .

## Руководство Социалистической партией
В 1945 году Шарифуддин был наиболее известным и уважаемым политическим деятелем среди коммунистов. Хотя Амир поддерживал контакты с запрещённой Коммунистической партией Индонезии, он не состоял в ней с 1935 года и находился в напряжённых отношениях с руководством партии. Ближайшие соратники Шарифуддина по Gerindo и компартии, в том числе Сутан Шарир, основали 1 ноября 1945 года Социалистическую партию Индонезии (Parsi). В том же месяце сторонники Амира основали Социалистическую молодёжь Индонезии (индон. Pemuda Sosialis Indonesia, Pesindo).
На межпартийной конференции 16-17 декабря было объявлено о слиянии партий Сутана Шарира и Амира Шарифуддина в единую Социалистическую партию. Новая партия быстро стала самой популярной проправительственной партией, особенно в Джокьякарте и Восточной Яве. Партия согласилась с мнением Амира и других её лидеров, что Индонезия ещё не готова к построению социализма, что необходимо искать международную поддержку для достижения полной независимости страны и подавлять внутрипартийную оппозицию. Лидеры партии, которые выражали симпатии Западу, в частности нидерландским левым, не находили полной поддержки у социалистов-индонезийцев.

## Участие в правительстве

### Министр информации
15 августа 1945 года Япония капитулировала, два дня спустя была провозглашена независимость Индонезии. 2 сентября было сформировано первое индонезийское правительство, состоящее из семнадцати министров — главным образом националистов, сотрудничавших с японцами во время оккупации. Когда Шарифуддина назначили министром информации, он всё еще находился в заключении за антияпонскую деятельность, к которому был приговорён в 1943 году. В первом правительстве Индонезии Амир сотрудничал с Сутаном Шариром — премьер-министром и соперником Сукарно; это сотрудничество сыграло большую роль в эффективной работе правительства.
30 октября Шарифуддин, Сукарно и Хатта вылетели в Сурабаю (Восточная Ява), около которой шёл бой с британскими войсками. Их считали единственными индонезийскими лидерами, способными заключить перемирие с британцами, которое было необходимо, так как британские и индийские экспедиционные войска имели значительный перевес над силами Республики Индонезия. Было достигнуто соглашение о прекращении огня, но из-за взаимного недоверия сторон переговоры были сорваны и боевые действия возобновились; позже они получили название Сурабайской битвы.

### Министр обороны
16 октября 1945 года Шарир и Шарифуддин договорились о сотрудничестве в Центральном национальном комитете Индонезии (ЦИНК) и правительстве. 11 ноября было сформировано новое правительство, Шарир остался премьер-министром, Амир Шарифуддин получил пост министра обороны. О нём говорили: «Этого человека не могут ненавидеть даже его политические противники». На посту министра обороны Амир обладал большим влиянием. Однако, у нового министра возникли разногласия с командованием вооружённых сил, в частности с генералом Судирманом, который выдвинул своего кандидата на пост министра обороны — султана Джокьякарты Хаменгкубувоно IX. Однако, султан не стал оспаривать назначение Амира на этот пост. В это время правительство и армия начали борьбу с лицами, сотрудничавшими с японскими оккупационными властями. Шарифуддин и Шарир сыграли активную роль в этой кампании; по их приказу офицеры индонезийской армии нападали на коллаборационистов. Амир проявлял симпатии к советской Красной Армии, считая её идеальной моделью народной армии, призванной защищать идеал социализма. 19 февраля 1946 года по распоряжению Шарифуддина в армии был создан «образовательный штаб», наибольшее влияние в котором имели социалисты-члены партии Машуми.
В конце мая 1946 года Шарифуддин назначил 55 «политических офицеров» в армию без консультации с армейским командованием. «Политические офицеры» должны были обучать армейские подразделения в духе революции. Однако, это начинание Шарифуддина не удалось — многие офицеры, в том числе и Судирман, не простили ему кампании по борьбе с коллаборационистами. Новые программы военных училищ, составленные в духе марксизма, противоречили традиционным представлениям об армии как о силе, которая всегда остаётся вне политики. Армейское командование активно противодействовало попыткам Шарифуддина навязать армии чуждую ей идеологию.
Противоречия между военным командованием с одной стороны и Амиром с другой вынудили министра обороны искать поддержки среди армейских офицеров. Он обратился за поддержкой к командующему дивизией Силиванги генералу Насутиону. Кроме того, правительство нашло поддержку среди народа, который симпатизировал социалистическим идеям. Обладая большим красноречием, чем Шарир, Шарифуддин часто выступал на всенародных митингах.

### Премьер-министр
В 1946—1947 годах углубились противоречия между сторонниками Шарифуддина и Шариром. Долгое время сохранялась напряжённость в отношениях между Шариром и индонезийскими коммунистами, вернувшимися в страну из Нидерландов в 1946 году; после кампании по борьбе с коллаборационистами эта напряжённость ещё более усилилась. Слишком большое влимание, которое Шарир уделял международным отношениям, его фактическая изоляция от основных событий внутренней жизни страны, наконец, его нелюбовь к массовым митингам привели к увеличению влияния марксистов-сторонников сближения с Советским Союзом в Социалистической партии и коалиции Sayap Kiri. К июню 1946 года противники Шарира приняли решение убрать его с поста премьер-министра. Шарифуддин присоединился к ним, выступив против своего бывшего товарища. 26 июня 1947 года Амир, вместе с министрами Абдулмаджидом (Социалистическая партия) и Викана (Pesindo), поддержанный большинством членов Sayap Kiri, сменил Шарира на посту премьера. Бывшего премьера обвинили в предательстве интересов Республики, поскольку он настаивал на переговорах с голландцами, тогда как его оппоненты выступали за продолжение войны за независимость. 3 июля Шарифуддин был назначен премьером.
На посту премьера Амир пытался создать широкую правительственную коалицию, но враждебное отношение к новому премьеру сторонников Шарира и лидера партии Машуми доктора Сукимана не позволило её создать. Однако, часть фракций Машуми, в частности, группа Вондоамисено, поддержало Шарифуддина. Хотя в правительстве Шарифуддина коммунисты контролировали около 10 % министерских постов, включая пост министра обороны, который новый премьер сохранил за собой, в этом правительстве они обладали наибольшим влиянием за всю историю Индонезии.
После заключения Ренвильских соглашений, воспринятых многими как национальное унижение, члены Индонезийской национальной партии (ИНП) и Машуми стали обвинять Шарифуддина в предательстве национальных интересов. В январе 1948 года Амир ушёл с поста премьер-министра. После его ухода премьером был назначен вице-президент Хатта, возглавивший «чрезвычайный президентский кабинет», подчинённый не ЦИНК, а лично президенту. Основу нового кабинета составили члены ИНП, Машуми и беспартийные.

## Участие в Народно-демократическом фронте и Мадиунском восстании
В 1947 году было создано объединение левых политических партий — Народно-демократический фронт (индон. Front Demokrasi Rakyat), руководство которого осудило Ренвильские соглашения. В августе 1947 года в Джокьякарту из СССР вернулся Мановар Муссо — лидер индонезийской компартии, возглавлявший партию в 1920-е годы. Руководство Народно-демократического фронта, включая Шарифуддина, признало его руководителем организации. В соответствии с идеями Сталина и его сторонника Муссо о единой партии рабочего класса, партии, входящие в Народно-демократический фронт, вошли в состав КПИ. Шарифуддин стал членом ЦК партии.
В сентябре в городе Суракарта (Центральная Ява) началась забастовка, организованная социалистами и коммунистами, которая переросла в вооружённое восстание. 18 сентября повстанцы захватили город Мадиун; ими были убиты чиновники городской администрации и объявлено о формировании нового правительства во главе с «Национальным фронтом». Муссо, Шарифуддин и другие лидеры КПИ выехали в Мадиун для руководства восстанием. На следующий день, 19 сентября, около 200 коммунистов в Джокьякарте были арестованы за помощь повстанцам. Сукарно осудил повстанцев по радио, обвинив их в стремлении установить в Индонезии советскую власть и призвал народ объединиться для защиты президента и вице-президента от мятежников. Муссо объявил по радио, что повстанцы будут бороться до последней капли крови. Руководство Народно-демократического фронта в Бантене и на Суматре заявило, что не имеет никакого отношения к мятежу.
В последующие недели правительственные войска во главе с дивизией Силиванги окружили Мадиун, в котором находилось от 5 до 10 тысяч вооружённых сторонников компартии. Вскоре армия перешла в наступление; отступая, повстанцы убили нескольких лидеров Машуми и Индонезийской национальной партии. 30 сентября Мадиун был оставлен мятежниками, на следующий день Муссо, оказавший сопротивление при задержании, был убит.
1 декабря Амир и 300 повстанцев были захвачены дивизией Силиванги, ещё 35 тысяч были арестованы позднее. Около 8 тысяч человек были убиты при подавлении восстания. Вскоре голландцы начали наступление против войск Республики Индонезия и 19 декабря овладели Джокьякартой. Всё индонезийское правительство, включая Сукарно и Хатта, было захвачено в плен. Во время отступления индонезийских частей из Джокьякарты Шарифуддин был расстрелян на кладбище деревни Нгалиян вместе с несколькими десятками пленных коммунистов и социалистов подразделением военной полиции дивизии Силиванги.